# 沙頭角口岸

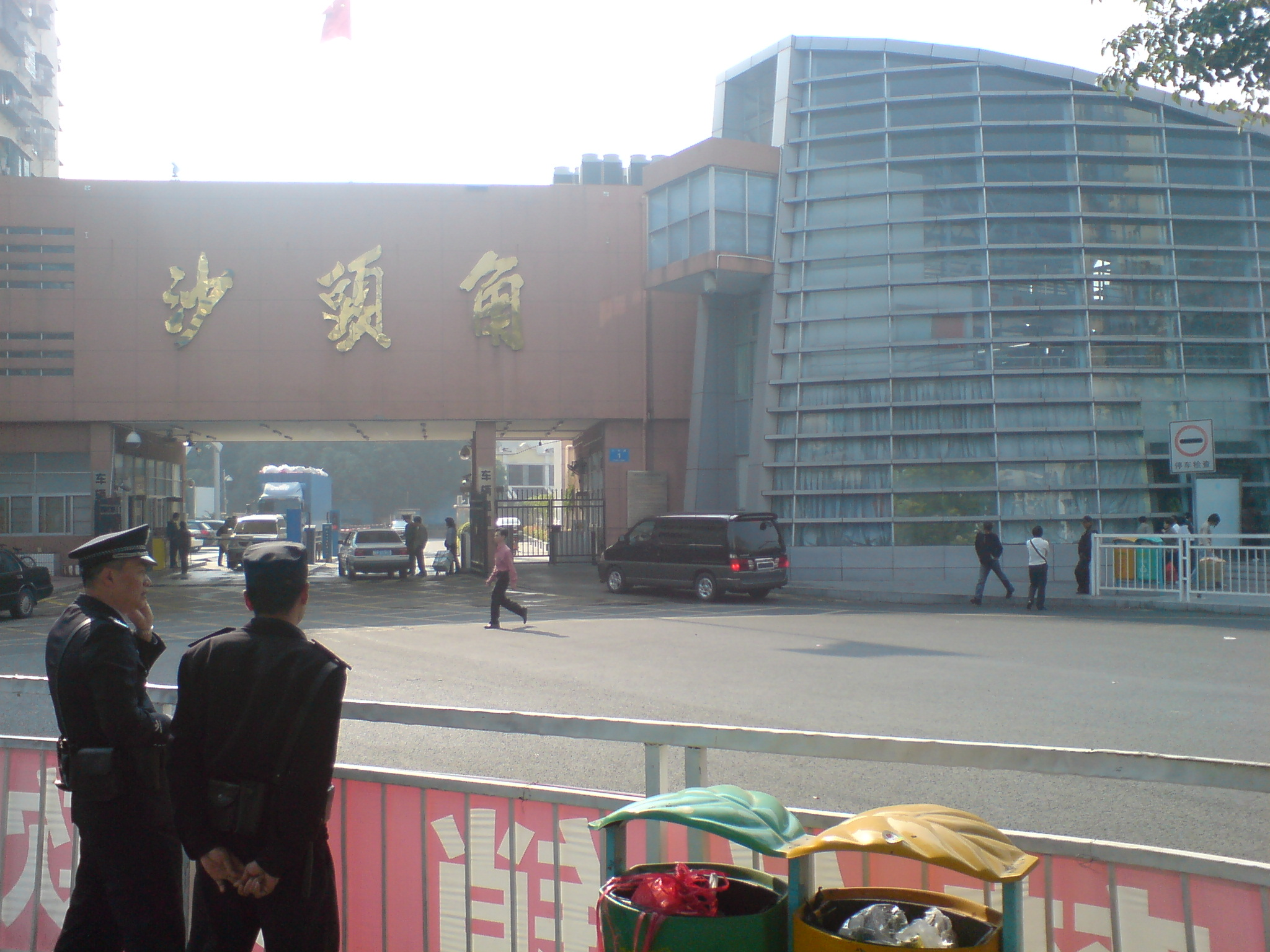
沙头角海关进入中英街的关口

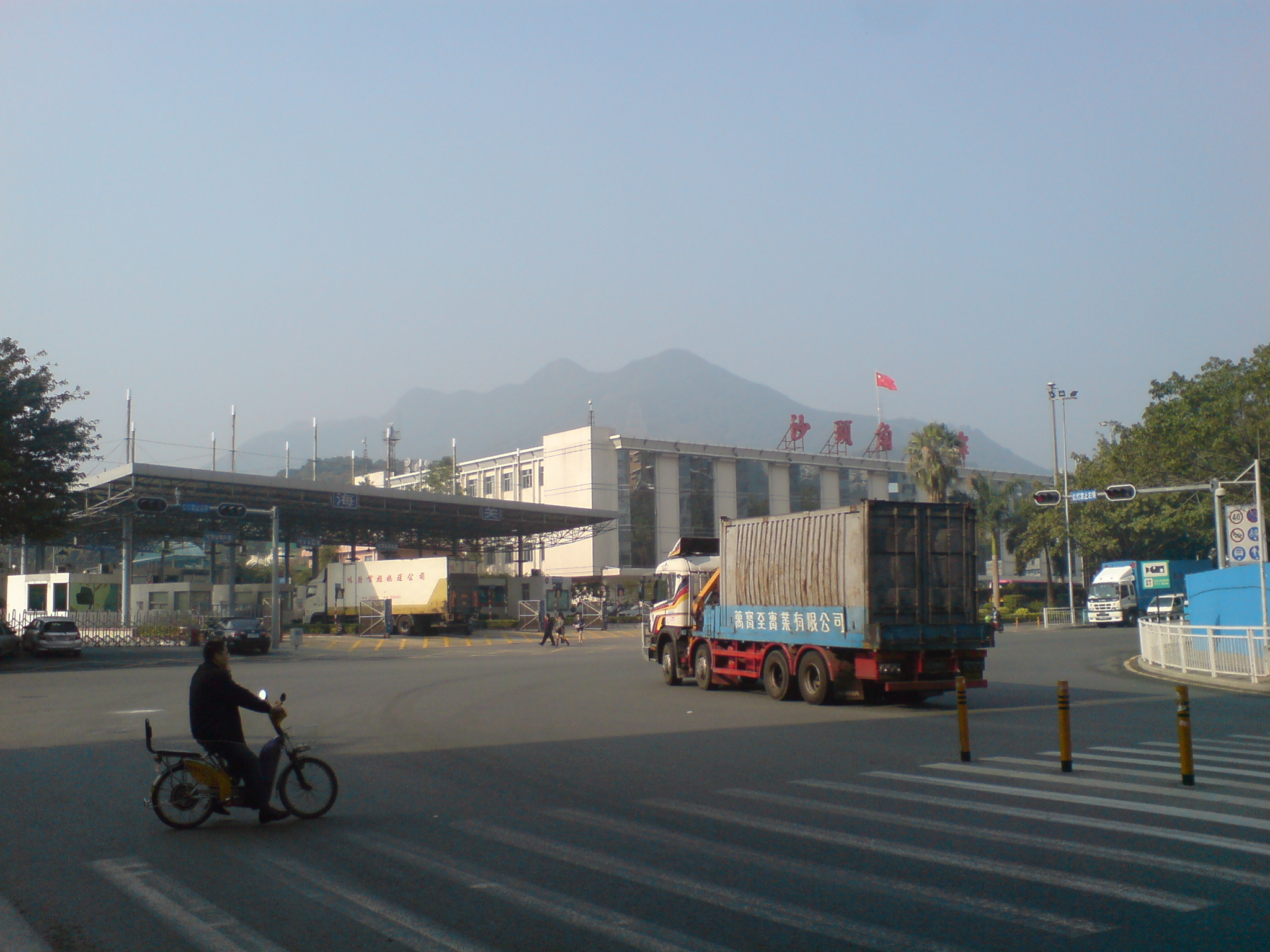
沙頭角口岸過境貨檢通道

沙頭角口岸是位于中國廣東省深圳市盐田区连接香港新界的出入境口岸之一，与香港沙头角管制站相距200米，1997年佔全部跨境流量的8%。其通關時間為每日07:00至22:00，適合前往大梅沙、小梅沙、鹽田港、鹽田、沙頭角、南澳等地旅客使用。
其原設計為客貨兩用型口岸，但因重建計劃目前仅开通货运服务，並將於2025年8月1日開始拆卸，重建後將只保留旅檢通關服務。

## 歷史
1984年9月24日，国务院批准沙头角口岸对外开放。1985年3月1日，沙头角口岸建成使用。2005年1月28日，沙头角口岸启用新的口岸跨境大桥。2009年7月1日起，沙头角口岸开放时间从原来的早上7時至晚上8时延长为早上7時至晚上10时。2015年11月，深圳市发展与改革委员会下达了沙头角口岸重建项目前期费用。
2016年1月，沙头角口岸入境旅检通道区域升级改造动工，5月中旬，沙头角口岸入境旅检通道区域升级改造工程顺利竣工并投入使用；同年，沙头角口岸重建项目已完成工程可行性研究招标，正开展工程可行性研究工作。
2019年5月14日，深圳市口岸办召开了深圳口岸通关改革创新研讨会新闻通气会，计划对沙头角口岸联检楼拆除重建，已编制完成《沙头角口岸重建项目可行性研究报告》。
2020年1月28日，受2019冠状病毒病疫情影响，香港行政长官林鄭月娥宣布將大幅縮減兩地交通，由1月30日凌晨起暫停沙头角管制站对应的沙頭角口岸服务。
2023年2月6日，沙頭角口岸恢復貨運服務。
2025年8月1日，沙头角口岸启动拆除重建工程。工程期間私家車會暫時改用蓮塘口岸進行通關。

## 交通
| 编号 | 编号 | 线路                       | 线路 | 线路                 | 收费  | 运营商   | 备注                         |
| ---- | ---- | -------------------------- | ---- | -------------------- | ----- | -------- | ---------------------------- |
|      | 308  | 布吉三联总站               | ⇆    | 大梅沙滨海场站       | 2–6元 | 巴士二分 |                              |
|      | 358  | 福宁总站                   | ⇆    | 沙头角公交总站       | 2–6元 | 巴士二分 | 经欧景城、安良六村、沙深路口 |
|      | M199 | 山海四季二期华府公交首末站 | ⇆    | 建设路三岛中心总站   | 3元   | 巴士二分 | 原 103东段                   |
|      | M205 | 盐田北综合车场             | ⇆    | 火车站               | 3元   | 巴士二分 | 经梧桐山隧道；原 高峰专线205 |
|      | M520 | 大梅沙闻檀道场站           | ⇆    | 福田交通枢纽公交场站 | 3元   | 巴士二分 | 原 J1东段                    |

| 编号 | 编号       | 线路                 | 线路 | 线路           | 收费  | 运营商   | 备注                         |
| ---- | ---------- | -------------------- | ---- | -------------- | ----- | -------- | ---------------------------- |
|      | 68         | 盐田海苑居公交首末站 | ⇆    | 沙头角公交总站 | 2元   | 巴士二分 |                              |
|      | 358        | 福宁总站             | ⇆    | 沙头角公交总站 | 2–6元 | 巴士二分 | 经欧景城、安良六村、沙深路口 |
|      | B619初心号 | 中英街关前站         | ↺    | 盐田区福利中心 | 1元   | 巴士二分 | 原 B662区间                  |

此外，沙頭角口岸亦开通跨境巴士（沙巴特快），來往沙頭角口岸、粉嶺及九龍塘。另外也有一些跨境巴士（如南澳）取道沙頭角口岸。

## 未來發展
因應2019年深圳市人民政府口岸辦公室根據《粤港澳大灣區發展規劃綱要》對深圳各口岸功能進行優化和調整，基於跨境人數少，沙头角口岸将重建，改为纯旅检通道，取消货车通关。根据规划，沙头角口岸建筑面积由重建前的1.96万平方米拓展至重建后的25.85万平方米，近期规划通关量4万人次/日，远期通关量为10万人次/日。重建后的沙头角口岸地上一、二层为出入境车辆通关层，地上三、四层为旅客出入境通关大厅及商业，以及与中英街相连的高架连廊接口。
香港保安局局长邓炳强于2023年5月香港立法会表示，深圳市人民政府和香港特区政府在规划重建沙头角口岸时，将研究采用「一地两检」和「合作查验、一次放行」安排，以便利旅客过关和提升通关效率。

## 外部連結
- 香港巴士大典上的相关条目：沙頭角口岸